# 但馬県民局

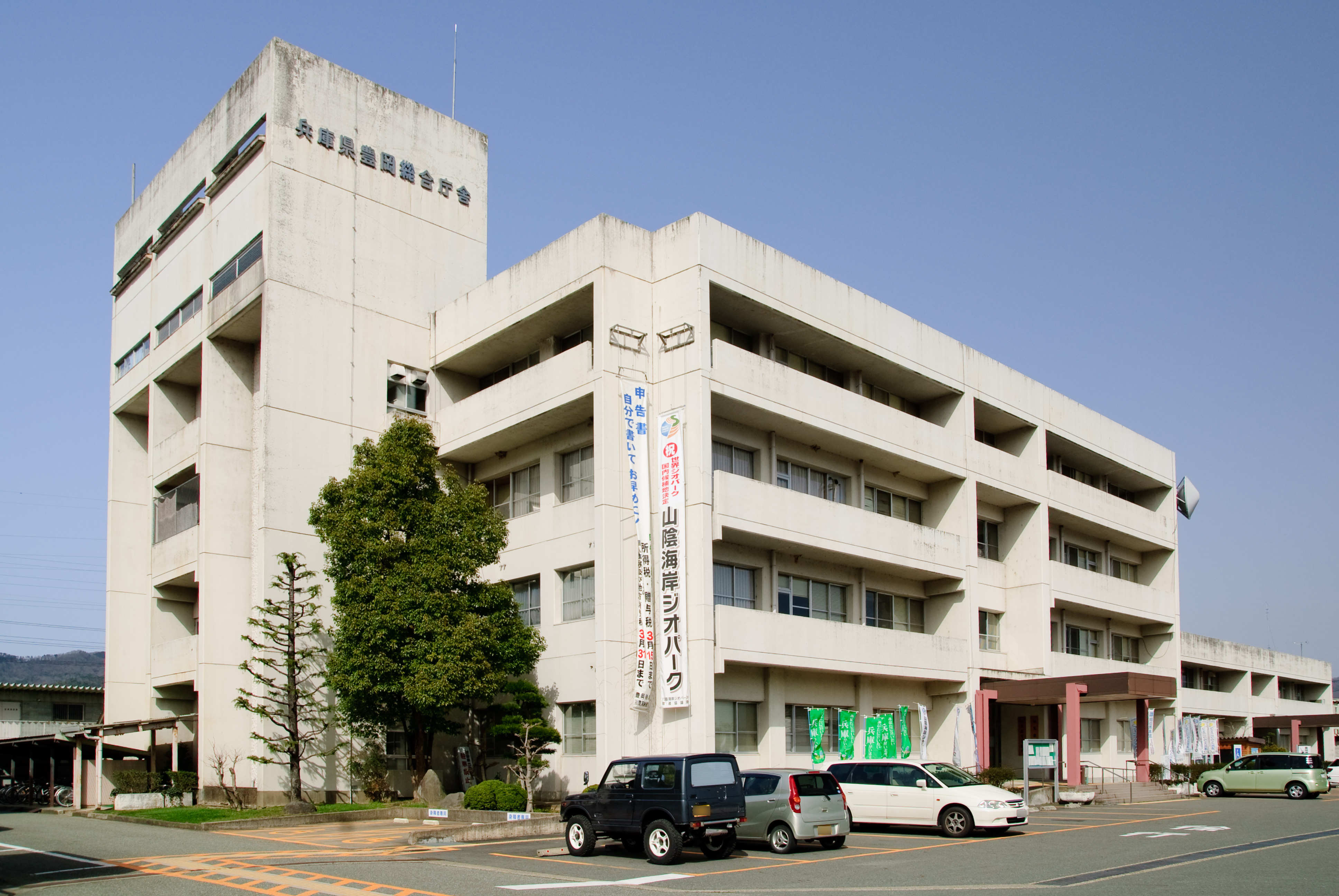
兵庫県豊岡総合庁舎

但馬県民局（たじまけんみんきょく）は日本の地方自治法155条に基づいて設置されている兵庫県の支庁。所在地は豊岡市の兵庫県豊岡総合庁舎で、他に3箇所の庁舎を設置している。

## 概要
前身組織として1942年（昭和17年）に設置された城崎郡・出石郡・美方郡を管轄する豊岡町の北但地方事務所と養父郡・朝来郡を管轄する和田山町の朝養（ちょうよう）地方事務所が認められる。朝養地方事務所は1945年（昭和20年）6月に南但地方事務所へ改称された。
1971年（昭和46年）10月22日、地方自治法第155条第1項の規定に基づく支庁として豊岡市に但馬県民局が設置され、現在に至る。
全域が豪雪地帯に指定されている。中貝宗治豊岡市長を会長とする山陰海岸ジオパーク推進協議会の事務所が設置されており、山陰海岸国立公園を中心としたジオパークを保護・研究・ジオツーリズムに活かし、教育や地域の発展に活かすことを目的とした、山陰海岸ジオパークを官民一体となって推進している。2009年（平成21年）10月には世界ジオパークネットワーク国内候補地に選定された。

## 管轄市町

兵庫県県民局及び県民センターの管轄区域図。点線は旧・摂津国、丹波国、播磨国、但馬国、淡路国、備前国、美作国の国境（幕末期）。

県北部の但馬地方を管轄する。
- 豊岡市
- 養父市
- 朝来市
- 美方郡
  - 香美町
  - 新温泉町

## 組織
健康福祉事務所は他の都道府県における保健所に相当する。

### 豊岡総合庁舎
- 総務室
- 県民室
  - 但馬文教府
  - 但馬生活科学センター
- 豊岡県税事務所
- 豊岡農林水産振興事務所
  - 但馬水産事務所
  - 豊岡農業改良普及センター
  - 豊岡土地改良事務所

- 豊岡健康福祉事務所
  - 但馬長寿の郷
- 豊岡土木事務所
  - 但馬空港管理事務所

### 和田山庁舎
- 朝来農林振興事務所
- 朝来農業改良普及センター
- 朝来土地改良事務所
- 朝来健康福祉事務所

### 新温泉庁舎
- 新温泉農業改良普及センター
- 新温泉健康福祉事務所
- 新温泉土木事務所

### 八鹿庁舎
- 養父土木事務所

## 所在地・交通アクセス
豊岡総合庁舎
- 兵庫県豊岡市幸町7-11 郵便番号 668-0025

山陰本線・京都丹後鉄道宮豊線豊岡駅より東へ徒歩20分。
和田山庁舎
- 兵庫県朝来市和田山町東谷213-96 郵便番号 669-5202

新温泉庁舎
- 兵庫県美方郡新温泉町芦屋522-4 郵便番号 669-6701

八鹿庁舎
- 兵庫県養父市八鹿町下網場320 郵便番号 667-0022